# だろう運転
だろう運転（だろううんてん）とは、自動車の運転において、事故に繋がるような楽観的予測に基づいた運転を戒める日本語の慣用句。

## 概要
自動車、軽車両（自転車など）、歩行者といったさまざまな存在が混在する道路交通において、特に高速で走行する自動車の運転者は、あらゆる可能性を考慮して安全運転に努めることが求められる。しかし、しばしば運転者は楽観的な（慎重さを欠いた）予測に基づいて行動し、結果的に危機回避が遅れて事故に繋がることがある。こうした態度を、日本の自動車教習所や警察などでは「だろう運転」という言葉で総称し、運転者に対してより注意深く予測や行動を行うことを啓蒙している。特に人身に関わる交通事故が起こった場合の「～だろう運転」は、過失割合においても多少の過失は問われることとなる。また、危険を予知する義務を怠ったとして「安全運転義務違反」の行政処分が下ることとなる。

## だろう運転の例
- 右折待ちの状態で前方から直進車が来た場合、「まだ余裕があるだろう」あるいは「譲ってくれるだろう」と判断して右折をする例。直進車の速度や距離、反応を見誤って、いわゆる右直事故を起こす可能性がある。
- 見通しの悪いカーブなどで、「対向車は来ないだろう」と判断して追い越しを行う例。正面衝突等を起こす可能性がある。
- 前方の車を追走する状態で、「急ブレーキをかけることはないだろう」と判断して、十分な車間距離を確保しない例。追突事故を起こす可能性がある。
- 深夜や僻地の道路において、「こんな時／所では歩行者はいないだろう」と判断して、歩行者がいない前提での運転を行う例。思わぬところから歩行者が現れて、対人事故を起こす可能性がある。
- 駐車の際「ここに停めても大丈夫だろう」と判断して、駐車する例。その車が死角となり、その死角から飛び出した人を別の車が轢いてしまう、という事故の元になる可能性がある。
- このような人身事故を起こしたドライバーは、しばしば「駐車車両の裏から歩行者が突然出てきて…」「まさかあんな所から自転車が飛び出してくるなんて…」といった、「相手に落ち度があった」とか「運が悪かった」といった意味合いの言い訳をすることがある。しかしこれらは言い換えればドライバーが知らず知らずのうちに自分に都合の良い予想をし、それに基づいて行動したことによる結果事故が起こったことを意味する。これとは逆に「かもしれない運転」をして危険を予測し、慎重な運転を行っていれば、こうした事故を防ぐことは可能といえる。

## かもしれない運転
「だろう運転」の対義語として、より悲観的な（慎重な）視点から様々な可能性を想定し、十分な余裕（安全マージン）を持って運転することを指すのが、「かもしれない運転」である。

### かもしれない運転の例
上述と同様のケースにおける「かもしれない運転」の例は、以下のようになる。
- 右折待ちで、直進車の動きに対して「思ったより速く進んでいるかもしれない」と判断して、十分な余裕ができるまで右折を待つ。
- 見通しの悪いカーブなどで、「対向車が来るかもしれない」と判断して、十分に見通しがよい場所に到達するまで追い越しを行わない。
- 前方の車を追走する状態で、「急ブレーキをかけるかもしれない」と判断して、十分な車間距離を確保する。
- 深夜や僻地の道路においても、「歩行者が突然現れるかもしれない」と判断して、歩行者がいる前提での運転を行う。